# پینیاتارو ماجیوره
پینیاتارو ماجیوره (به ایتالیایی: Pignataro Maggiore) یک کومونه در ایتالیا است که در استان کسرتا واقع شده‌است. پینیاتارو ماجیوره ۳۱٫۷ کیلومتر مربع مساحت و ۶٬۲۸۱ نفر جمعیت دارد و ۹۳ متر بالاتر از سطح دریا واقع شده‌است.